# Simbolo di percentuale
Il simbolo di percentuale (%) è un simbolo tipografico utilizzato in diversi ambiti, dalla matematica, all'informatica, alla linguistica. Tra i simboli ad esso correlati sono inclusi quello del per mille, ‰, e il punto base, come è chiamato il simbolo del per diecimila, ‱.

## Stile corretto

### Spaziatura
Il Sistema internazionale di unità di misura e la norma ISO 31-0 prescrivono l'utilizzo di uno spazio tra il numero e il segno di percentuale, il tutto in linea con la convenzione generale di utilizzare uno spazio unificatore tra un valore numerico e la corrispondente unità di misura.
Tuttavia, diverse lingue hanno regole diverse per quanto riguarda l'utilizzo di uno spazio assieme al segno di percentuale:
- In arabo, il simbolo di percentuale segue il numero; poiché l'arabo è scritto da destra verso sinistra, ciò significa che il simbolo è alla sinistra del numero, solitamente senza essere preceduto da uno spazio.
- In ceco, il simbolo di percentuale è preceduto da uno spazio unificatore se il numero è usato come sostantivo,[4] mentre lo spazio non è inserito se il numero è utilizzato come aggettivo (ad esempio: «un incremento del 50%»).[5]
- In cinese, simbolo di percentuale non è quasi mai preceduto da uno spazio.
- In ebraico, il simbolo di percentuale precede il numero senza la presenza di uno spazio; poiché l'ebraico è scritto da destra verso sinistra, ciò significa che il simbolo è alla destra del numero.
- In finlandese, il simbolo di percentuale è sempre preceduto da uno spazio e gli può essere attaccato un suffisso per indicare il caso in cui è declinato il numero (ad esempio: "50 %:n kasvu" ossia "un incremento del 50%").[6]
- In francese, il simbolo di percentuale è sempre preceduto da uno spazio unificatore.
- Le guide di ortografia dell'inglese prescrivono di scrivere il numero e il segno di percentuale consecutivamente, senza l'inserimento di uno spazio.[7][8][9][10][11][12][13]
- In italiano, il simbolo di percentuale non è mai preceduto da uno spazio.[14]
- In persiano, il simbolo di percentuale può seguire o precedere il numero, in entrambi i casi senza la presenza di spazi.
- Nella tipografia tradizionale russa, il simbolo di percentuale non è mai preceduto da uno spazio, cosa non comune, invece, nella moderna tipografia.
- In slovacco, il simbolo di percentuale è sempre preceduto da uno spazio unificatore.
- In spagnolo, secondo la Real Academia Española, il simbolo di percentuale deve essere preceduto da uno spazio, anche se la regola linguistica è di omettere lo spazio.
- Stando a quanto stabilito dal Consiglio Svedese della lingua, simbolo di percentuale, in svedese, dovrebbe essere sempre preceduto da uno spazio, così come ogni altra unità di misura.
- In tedesco, la presenza di uno spazio è prescritta dal regolamento presente nella norma nazionale standard DIN 5008.
- In turco e nelle altre lingue turche, il simbolo di percentuale precede, piuttosto che seguire, il numero, senza la presenza di spazi.

### Utilizzo nel testo
Generalmente si raccomanda di utilizzare il simbolo di percentuale solamente in tabelle o in altre situazioni di spazio ridotto. In italiano comunque non esiste una regola fissa circa l'utilizzo, nel testo, del simbolo o della dicitura «per cento» o «percento», ma esiste comunque una raccomandazione ad utilizzare la scrittura per esteso se ci si trova alla fine di una frase onde evitare la vicinanza tra due simboli grafici.

## Evoluzione del simbolo
Non esistono prove precedenti al 1425 dell'utilizzo di un simbolo particolare per indicare la percentuale, bensì il termine «per cento» era spesso abbreviato in modi differenti, quali «per 100», «p 100», «p cento» ed altri. Un esempio di ciò può essere visto nel testo aritmetico di autore sconosciuto risalente e al 1339 riportato di seguito. Nella paleografia medievale e rinascimentale la lettera p con il gambo sbarrato da una linea orizzontale o diagonale è convenzionalmente da leggere come "per".

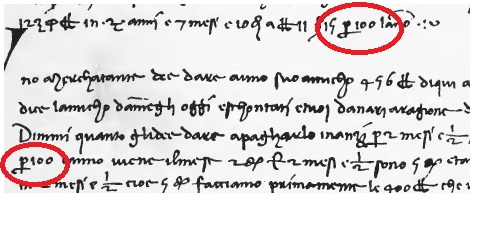
Il testo aritmetico del 1339 riportato in Rara Arithmetica, opera del 1898 di D. E. Smith.

Come appare in alcune pagine di un testo del 1425 aggiunte al testo probabilmente attorno al 1435, di cui è di seguito riportato un ingrandimento, ad un certo punto, un autore a noi sconosciuto iniziò ad usare l'abbreviazione «pc» con un piccolo cerchio a fianco (a rappresentare il carattere -o finale, utilizzato per indicare l'ordine primo, secondo, ecc...).

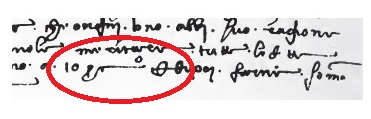
Il testo del 1425 riportato in Rara Arithmetica.

La sopraccitata forma «pc» con un cerchio a fianco si evolse, a partire dal 1650, in un segno di frazione orizzontale, come mostrato nell'immagine di seguito raffigurante un testo del 1684, per poi perdere il «per».

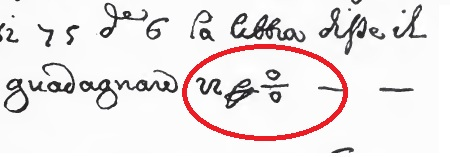
Il testo aritmetico del 1684 riportato in Rara Arithmetica.

Come scritto da D. E. Smith nella sua opera del 1925 History of Mathematics, l'utilizzo della barra obliqua al posto della barra orizzontale era da considerarsi «moderna», all'epoca della redazione del suo suddetto libro.

## Utilizzo

### Sistemi di codifica

#### Unicode
I codici Unicode sono:
- U+0025 % Simbolo di percentuale (HTML &#37;),
- U+FF05 ％ Simbolo di percentuale a larghezza intera (HTML &#65285;)
- U+FE6A ﹪ Simbolo di percentuale piccolo (HTML &#65130;).

Eiste anche il codice U+066A ٪, il simbolo di percentuale arabo, che utilizza due punti squadrati al posto dei due zeri, ossia la forma della cifra "0" in lingua araba.

#### ASCII
Il codice ASCII per il simbolo di percentuale è 37 o 0x25 nel sistema numerico esadecimale.

### Matematica
In matematica è il simbolo % è utilizzato per indicare la percentuale, cioè quello strumento matematico che descrive la grandezza di una quantità rispetto ad un'altra, dove la quantità base rappresenta il 100%.
In matematica, quindi, scrivere «t % di a» significa scrivere {\displaystyle a\times {\frac {t}{100}}.}

### Informatica
In informatica il carattere percentuale è utilizzato come simbolo della funzione modulo in quei linguaggi di programmazione la cui sintassi deriva da quella del C, che a sua volta ha ereditato questo utilizzo delsimbolo di percentuale dal precedente B.
Nella rappresentazione testuale degli URI, un % immediatamente seguito da un numero esadecimale di due cifre identifica un carattere che potrebbe altrimenti non essere ammesso in tale rappresentazione.
In SQL, il simbolo di percentuale è un carattere jolly nelle espressioni "LIKE", ad esempio l'espressione SELECT * FROM table WHERE fullname LIKE 'Lisa %' restituisce tutti i record il cui nome inizia con "Lisa ".
In TeX (e quindi anche in LaTeX) e in PostScript, un % identifica una linea come commento.
In BASIC, un % posto dopo il nome di una variabile, identifica quest'ultima come numero intero.
In Perl il carattere % è il sigillo per le variabili di tipo hash.
Nelle operazioni di formattazione di stringhe presenti in molti linguaggi di programmazione (fornite da funzioni come printf), il simbolo di percentuale identifica delle sequenze segnaposto in una stringa predefinita, atte a specificare la posizione relativa e il tipo dei dati con cui comporre la stringa definitiva. In Python e in Ruby il simbolo di percentuale è anche utilizzato come formattatore di stringhe o operatore di interpolazione di stringhe.
A queste si aggiungono: %0 e %* che contengono rispettivamente il nome del file batch e l'elenco completo dei parametri.
Nelle interfacce a riga di comando command.com (MS-DOS) e Cmd.exe (OS/2 e Windows), le espressioni da %1 a %9, ecc... funogno da variabili predefinte rappresentando il primo, il secondo e così via, parametro di un file batch. A queste si aggiungono: %0 e %* che contengono rispettivamente il nome del file batch e l'elenco completo dei parametri. Sempre per quanto riguarda i file batch, il simbolo % è utilizzato in maniera simile a quella precedentemente descritta anche nel caso del comando FOR, inoltre, l'espressione %VAR1% rappresenta il valore di una variabile d'ambiente chiamata VAR1. Quindi:
```
set PATH=c:\;%PATH%
```

stabilisce un nuovo valore di PATH, uguale al vecchio valore preceduto da "c:\;".
Poiché una tale sintassi assegna un significato speciale al simbolo di percentuale, per rappresentare letteralmente quest'ultimo si utilizza l'espressione %%, così, ad esempio:
```
set PATH=c:\;%%PATH%%
```

assegna alla variabile PATH il valore "c:\;%PATH%".
Nelle C shell, il carattere % rappresenta il prompt predefinito della linea di comando.

### Linguistica
In linguistica il simbolo di percentuale viene anteposto ad una espressione ad indicare che la scrittura riportata per tale espressione è giudicata corretta da alcuni parlanti e scorretta da altri. Tali differenze di parere possono essere dovute a motivi dialettali o di idioletti individuali. Allo stesso modo si utilizza un asterisco per indicare una scrittura non corretta, un punto interrogativo per indicare quelle espressioni la cui forma corretta di scrittura non è stata ancora del tutto chiarita e un cancelletto per indicare un'espressione sintatticamente corretta ma priva di senso sul piano semantico.